# Павел (Великодворский)
И́нок Па́вел (в миру Пётр Васи́льевич Великодво́рский; 29 июня 1808, село Зимогорье, Новгородская губерния — 5 мая 1854, село Белая Криница, Австрийская империя) — инок Древлеправославной церкви Христовой (старообрядцев, приемлющих Белокриницкую иерархию), духовный писатель. Сыграл видную роль в восстановлении старообрядческой Белокриницкой иерархии.
Причислен к лику местночтимых святых Русской православной старообрядческой церкви.

## Биография

### Первые годы жизни
Родился 29 июня 1808 года в слободе Зимогорский Ям, пригороде Валдая, в старообрядческой семье. Его отец был волостным писарем, содержал постоялый двор, владел большой библиотекой старопечатных и рукописных книг. Мать вела домашнее хозяйство, после смерти мужа стала инокиней. Пётр с детства любил читать книги духовного содержания, уже в возрасте 12 лет хотел уйти в монастырь. После смерти отца некоторое время был волостным писарем, содержал пятерых младших братьев и сестру. Когда те подросли, то в 1833 Пётр отправился в Лаврентьевский монастырь на Ветке, где был послушником.

### Инок
В марте 1836 году был пострижен в иноки с именем Павел в Покровском монастыре Стародубья. В том же году Павел вместе с иноком Геронтием (Колпаковым) из Серковского монастыря направились на Восток с целью найти епископа для старообрядцев (решение об учреждении епископской кафедры за пределами России было принято ещё на большом Рогожском соборе в Москве в 1832). Впрочем, в 1836 иноки Павел и Геронтий смогли добраться лишь до Кутаиса (ныне Кутаиси, Грузия), где были задержаны полицией и в течение трёх месяцев содержались под арестом в тифлисском замке.

### В Белокриницком монастыре
Весной 1839 году вновь направились на Восток, на этот раз через Австрию. Перейдя границу, они прибыли в старообрядческий Белокриницкий монастырь, находившийся в Северной Буковине. Там иноки выяснили, что монастырь ещё с XVIII века имеет привилегии, дарованные императором Иосифом II и обеспечивающие местным старообрядцам (их официально называли липованами) полную и безоговорочную свободу на исповедание своей веры и отправление всех необходимых таинств и священнодействий. В связи с этим иноки пришли к выводу, что именно малоизвестный тогда Белокриницкий монастырь сможет стать духовно-административным центром старообрядчества, в котором может разместиться архиерей.
Инок Павел стал автором Устава Белокриницкого монастыря, в котором, в частности, было изложено вероучение старообрядческой церкви. Он же составил план по учреждению признанной австрийским правительством старообрядческой архиерейской кафедры. В течение четырёх лет он добивался одобрения этого плана австрийскими властями, подготовил большое количество документов, которые представил на рассмотрение как высокопоставленным чиновникам, так и императору Фердинанду, который 6 сентября 1844 года подписал декрет о том, что

Всемилостивейше дозволяется привезти из-за границы одно духовное лицо, именно архипастыря или епископа с тем, что он может преподавать находящимся в Белой Кринице липованским инокам высшее посвящение, который также должен будет поставлять священников, равно как избрать и посвятить преемника себе.

Инок Геронтий был избран настоятелем Белокриницкого монастыря, а новым помощником инока Павла стал инок Алимпий (Милорадов), в миру Афанасий Зверев, который принял пострижение в Серковском монастыре, а затем перебрался в Белую Криницу, где сменил фамилию на Милорадов. Иноки Павел и Алимпий были представлены императору Фердинанду и наследному принцу, эрцгерцогу Францу Карлу, посетили Вену, Львов, Черновицы, а также приняли участие в соборе в Москве в 1842 году, который одобрил усилия по устройству архиерейской кафедры в Белокриницком монастыре.

### Инок Павел и митрополит Амвросий
После получения разрешения австрийских властей на создание архиерейской кафедры иноки Павел и Алимпий отправились на Ближний Восток, где посетили Сирию, Ливан, Иерусалим, Египет. Там они встретились с представителями восточных Патриархий, а в Египте нашли старообрядческий монастырь, жившим в котором инокам ничего не было известно о «староверческих» епископах, находившихся на Востоке (слухи о том, что за пределами России остались такие архиереи, бытовали среди русских старообрядцев). После этого иноки окончательно приняли решение о том, чтобы привлечь на сторону старообрядцев епископа одного из Восточных Патриархатов.
В 1846 году в Константинополе они убедили присоединиться к старообрядческой церкви бывшего митрополита Босно-Сараевского Амвросия (Папагеоргопулоса). При этом инок Павел написал обширное сочинение, которое должно было объяснить митрополиту преимущества старообрядческой церкви перед новообрядческой.
В 1846 инок Павел вместе с митрополитом Амвросием прибыли в Вену, а затем в Белую Криницу, где архиерей в следующем году посвятил в епископский сан двух старообрядческих иноков, положив начало белокриницкой иерархии. С самого начала поисков епископа иноки Павел и Алимпий приняли решение, что они не будут посвящены в священный сан, так что их не могли обвинить в том, что они занимаются этим делом из личных выгод. Поэтому они до самой кончины прожили в Белокриницком монастыре в качестве простых иноков.
Известный старообрядческий историк Фёдор Мельников писал:

Инок Павел Белокриницкий знаменит и славен не только «восстановлением старообрядческой иерархии и устроением святительского престола», но и как даровитый писатель и глубокий знаток Писания. После него осталось немало его творений… Особенно выдаются своими обоснованиями и внутренними достоинствами его Устав Белокриницкого монастыря и Десять посланий к беспоповцам. Павел с помощью Божиею не только смог восстановить иерархию в старообрядческой Церкви, но и обосновать её и защитить от всяких обвинений своими богатыми знаниями Священного Писания, церковных канонов, святоотеческих творений и истории церковной.

### Последние годы жизни
В 1851 году инок Павел познакомился с беспоповским иноком Антонием (Шутовым), которого привлёк на сторону белокриницкой иерархии — в 1853 году Антоний был рукоположён в сан архиепископа и до кончины возглавлял российских старообрядцев. В конце жизни Павел был секретарём митрополии в Белой Кринице.
Скончался 5 мая 1854 года в монастыре. По словам Фёдора Мельникова, «скромная, благочестивая и святая жизнь Павла, богатая, однако, величайшими делами, удивительными подвигами и несравненными победами даже над императорами всесильными, закончилась так тихо и незаметно, по-пустынному, как умирали великие подвижники древности».

## Прославление
В 2004 году инок Павел был прославлен в лике местночтимых святых на своей родине (в Новгородской области) и в Белой Кринице.
18 мая 2004 году была совершена первая служба иноку Павлу, которую возглавили два старообрядческих митрополита, Андриан (Четвергов) и Леонтий (Изот).
В сентябре 2006 году Освященный собор Русской православной старообрядческой церкви, состоявшийся в Белой Кринице, утвердил почитание иноков Павла и Алимпия как местночтимых святых.